# Dany Heatley
Daniel "Dany" James Heatley (født 21. januar 1981 i Freiburg, Vesttyskland) er en canadisk tidligere professionel ishockeyspiller, der spillede for en række forskellige klubber, primært i NHL. Hans foretrukne position på isen er wing. Han blev draftet af Atlanta Thrashers i 2000 i første runde som nr. 2. Han har bl.a. vundet NHL's Calder Trophy som årets bedste rookie i 2002.

## Klubkarriere
Heatley blev født i Vesttyskland, hvor hans canadiske far spillede ishockey. Heatleys mor er tysker, og Heatley har både canadisk og tysk statsborgerskab. Han har valgt at spille for det canadiske landshold. Da faren stoppede sin ishockeykarriere flyttede familien til Calgary hvor Heatley voksede op.
Heatley var i september 2003 involveret i et alvorligt biluheld. Heatley mistede kontrollen over sin Ferrari, som ramte et træ. Både Heatley og hans medpassager og holdkammerat Dan Snyder blev alvorligt kvæstet, og Snyder døde af sine kvæstelser seks dage efter uheldet uden at have genvundet bevidstheden. Heatley blev målt til at have alkohol i blodet der lå nøjagtigt på den lovmæssige grænse. Heatley erklærede sig skyldig og blev idømt tre års betinget fængsel for bl.a. uagtsomt manddrab og for at køre for stærkt.
Under NHL's lockout i 2004-05 spillede Heatley for SC Bern i den schweiziske Nationalliga A og Ak Bars Kazan i den russiske Superliga.
Efter ulykken havde Heatley svært ved situationen i Atlanta og ønskede at blive tradet. Han blev forud for sæsonen 2005-06 tradet til Ottawa Senators for Marian Hossa og Greg De Vries. Siden tradet var Heatley hver sæson Ottawas højest scorende spiller. Han scorede bl.a. 50 mål i både 2005-06 og 2006-07.
Den 3. oktober 2007 underskrev Heatley en ny 6-årig kontrakt med Ottawa Senators til en gennemsnitlig værdi på 7,5 millioner USD om året. Han spillede efterfølgende i flere klubber og sluttede sin karriere i tysk ishockey i 2016.

## Landshold
Han var første gang med ved VM i 2002 og var desuden med ved VM i 2003 (Canada vandt guld), 2004 (guld), 2005 (sølv), 2008 (sølv) og 2009 (guld). Størst personlig succes havde han ved VM i ishockey 2008, hvor han med tolv mål og otte assists i ni kampe blev turneringens topscorer og  efterfølgende kom på turneringens all-star hold samt udnævnt til turneringens bedste forward og mest værdifulde spiller. Samtidig blev han den mest scorende canadiske landsholdsspiller nogensinde.
Heatley har desuden to gange været med Canada til vinter-OL. Ved vinter-OL 2006 havde holdet ikke så stor succes. Efter en tredjeplads i indledende pulje tabte canadierne med 0-2 til Rusland i kvartfinalen og var dermed ude af turneringen. Bedre gik det fire år senere ved vinter-OL 2010 på hjemmebane i Vancouver. Efter en halvsløj start med nederlag i indledende pulje til USA fandt canadierne derefter formen, og efter sejr i kvartfinalen 8-2 over Tyskland og i semifinalen med 3-2 over Slovakiet var holdet klar til finalen. Her var der lagt op til et revancheopgør mod USA, og det lykkedes canadierne at sejre med 3-2 efter forlænget spilletid og dermed vinde guld.

## Statistik
| 1999-00   | UW–Madison        | NCAA      | 38  | 28  | 28  | 56  | 32  | -- | -- | -- | -- | -- |
| 2000-01   | UW–Madison        | NCAA      | 39  | 24  | 33  | 57  | 74  | -- | -- | -- | -- | -- |
| 2001-02   | Atlanta Thrashers | NHL       | 82  | 26  | 41  | 67  | 56  | -- | -- | -- | -- | -- |
| 2002-03   | Atlanta Thrashers | NHL       | 77  | 41  | 48  | 89  | 58  | -- | -- | -- | -- | -- |
| 2003-04   | Atlanta Thrashers | NHL       | 31  | 13  | 12  | 25  | 18  | -- | -- | -- | -- | -- |
| 2004-05   | SC Bern           | NLA       | 16  | 14  | 10  | 24  | 58  | -- | -- | -- | -- | -- |
| 2004-05   | Ak Bars Kazan     | RSL       | 11  | 3   | 1   | 4   | 22  | 4  | 2  | 1  | 3  | 4  |
| 2005-06   | Ottawa Senators   | NHL       | 82  | 50  | 53  | 103 | 86  | 10 | 3  | 9  | 12 | 11 |
| 2006-07   | Ottawa Senators   | NHL       | 82  | 50  | 55  | 105 | 74  | 20 | 7  | 15 | 22 | 12 |
| 2007-08   | Ottawa Senators   | NHL       | 71  | 41  | 41  | 82  | 76  | 4  | 0  | 1  | 1  | 6  |
| NHL Total | NHL Total         | NHL Total | 425 | 221 | 250 | 471 | 368 | 34 | 10 | 25 | 35 | 31 |

- Statistik korrekt per 21. maj 2008.

Season	Team	League	GP	G	A	TP	PIM	    	Postseason	GP	G	A	TP	PIM 
```
1997-1998	 Calgary Buffaloes Midget AAA	 AMHL	36	39	52	91	34	|	 Playoffs	10	10	12	22	30 
1998-1999	 Calgary Canucks	 AJHL	60	70	56	126	91	|	 Playoffs	13	22	13	35	6 
1999-2000	 Univ. of Wisconsin	 NCAA	38	28	28	56	32	|	 	 	 	 	 	  
	 Canada U20	 WJC-20	7	2	2	4	4	|	 	 	 	 	 	  
2000-2001	 Univ. of Wisconsin	 NCAA	39	24	33	57	74	|	 	 	 	 	 	  
	 Canada U20	 WJC-20	7	3	2	5	10	|	 	 	 	 	 	  
2001-2002	 Atlanta Thrashers	 NHL	82	26	41	67	56	|	 	 	 	 	 	  
	 Canada	 WC	7	2	2	4	2	|	 	 	 	 	 	  
2002-2003	 Atlanta Thrashers	 NHL	77	41	48	89	58	|	 	 	 	 	 	  
	 Canada	 WC	9	7	3	10	10	|	 	 	 	 	 	  
2003-2004	 Atlanta Thrashers	 NHL	31	13	12	25	18	|	 	 	 	 	 	  
	 Canada	 WC	9	8	3	11	4	|	 	 	 	 	 	  
	 Canada WCup	 WCup	6	0	2	2	2	|	 	 	 	 	 	  
2004-2005	 Bern	 NLA	16	14	10	24	58	|	 	 	 	 	 	  
	 Ak Bars Kazan	 Russia	11	3	1	4	22	|	 Playoffs	4	2	1	3	4 
	 Canada	 WC	9	3	4	7	16	|	 	 	 	 	 	  
2005-2006	 Ottawa Senators	 NHL	82	50	53	103	86	|	 Playoffs	10	3	9	12	11 
	 Canada OG	 OG	6	2	1	3	8	|	 	 	 	 	 	  
2006-2007	 Ottawa Senators	 NHL	82	50	55	105	74	|	 Playoffs	20	7	15	22	14 
2007-2008	 Ottawa Senators	 NHL	71	41	41	82	76	|	 Playoffs	4	0	1	1	6 
	 Canada	 WC	9	12	8	20	4	|	 	 	 	 	 	  
2008-2009	 Ottawa Senators	 NHL	82	39	33	72	88	|	 	 	 	 	 	  
	 Canada 	 WC	9	6	4	10	8	|	 	 	 	 	 	  
2009-2010	 San Jose Sharks	 NHL	82	39	43	83	54	|	 Playoffs	14	2	11	13	16 
	 Canada OG	 OG	7	4	3	7	4	|	 	 	 	 	 	  
2010-2011	 San Jose Sharks	 NHL	80	26	38	64	56	|	 Playoffs	18	3	6	9	12 
2011-2012	 Minnesota Wild 	 NHL	36	10	13	23	12	|
```

## Internationalt
Har spillet for Canada i:
- 2000 Junior-VM i ishockey (bronze)
- 2001 Junior-VM i ishockey (bronze)
- 2003 VM i ishockey (guld)
- 2004 VM i ishockey (guld)
- 2004 World Cup of Hockey (guld)
- 2005 VM i ishockey (sølv)
- Vinter-OL 2006
- 2008 VM i ishockey (sølv)

### International statistik
| År                | Turn.             |    | K  | M  | A  | Pts | Udv. |
| ----------------- | ----------------- | -- | -- | -- | -- | --- | ---- |
| 2000              | JVM               | 7  | 2  | 2  | 4  | 4   |      |
| 2001              | JVM               | 7  | 3  | 2  | 5  | 10  |      |
| 2002              | VM                | 7  | 2  | 2  | 4  | 2   |      |
| 2003              | VM                | 9  | 7  | 3  | 10 | 10  |      |
| 2004              | WCH               | 6  | 0  | 2  | 2  | 2   |      |
| 2005              | VM                | 9  | 8  | 3  | 11 | 4   |      |
| 2006              | OL                | 6  | 2  | 1  | 3  | 8   |      |
| 2008              | VM                | 9  | 12 | 8  | 20 | 4   |      |
| Senior Int. Total | Senior Int. Total | 60 | 36 | 23 | 59 | 44  |      |